# Renzo Rossellini

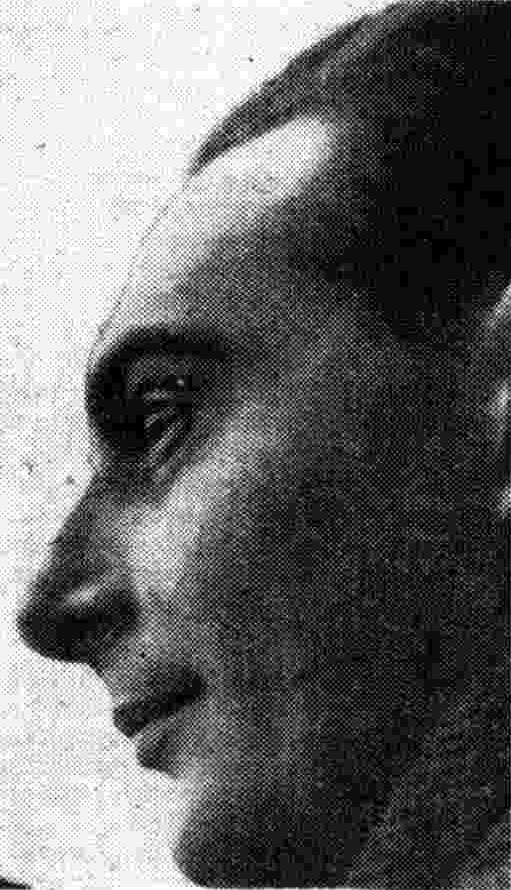
Renzo Rossellini

Renzo Rossellini (Rome, 2 februari 1908 - Monte Carlo 13 mei 1982) was een Italiaanse componist van filmmuziek. 
Renzo was een broer van de regisseur  Roberto Rossellini, en composeerde muziek voor diens films.
- Biblioteca Nacional de España: XX1066035
- Bibliothèque nationale de France: cb13899191d (data)
- Gemeinsame Normdatei: 129977896
- International Standard Name Identifier: 0000 0000 8390 2720
- Library of Congress Control Number: no89000992
- MusicBrainz: 447fad12-511e-4753-9ab9-7a93df532790
- Nationale Bibliotheek van Israël: 987007429812405171
- Nederlandse Thesaurus van Auteursnamen: 120649764
- Istituto Centrale per il Catalogo Unico: SBLV020408
- Système universitaire de documentation: 067151752
- Virtual International Authority File: 66652930
- WorldCat: E39PBJj8XTVM3XFFqH9ffx83cP